# Kırıkkale
Kırıkkale est une ville de Turquie, préfecture de la province du même nom. Au recensement de 2000, la population s'élevait à 205 078 habitants, elle est en train de se dépeupler.